# Gnjilane
Gnjilane ou Gjilan (em sérvio:  Гњилане, transl. Gnjilane; em albanês:  Gjilani ou Gjilan) é um município no leste da Província Autônoma de Cossovo e Metóquia, localizado no Distrito de Kosovo-Pomoravlje, sendo de jure parte da República da Sérvia.

## História
Em 1342, um lugar chamado Morava foi visitado pelo rei sérvio Estêvão Uresis IV (mais tarde Imperador, r. 1331-1355). A fortaleza foi construída nas proximidades, no século XIV. Gornja Morava era conhecida simplesmente como Morava sob o domínio otomano, e se estendeu a oeste da linha superior Žegra-Budriga-Cernica, assim Gnjilane ficava no oblast (província) de Topolnica, que foi sede provincial Novo Brdo.
No defter de 1455 (registro fiscal Otomana), Gnjilane era habitada por sérvios, e o sacerdote Božidar serviu a cidade. Havia 41 famílias. Haji Kalfa (primeira metade do século XVII) menciona Morava à 17 dias a partir de Constantinopla. Gornja Morava e Izmornik foram organizados no Sanjaco de Vučitrn até o século XVIII. Gnjilane tornou-se um kadiluk por volta de 1780, e 20-25 anos mais tarde, uma grande aldeia.

## População
Em março de 2011, o município de Gnjilane foi estimado com uma população de 90 015 habitantes. A vasta maioria da população é albanesa, seguida por sérvios, e um pequeno número de minorias. Sua área é de 515 km² com 57 assentamentos no município.